# Silvio Clementelli
Silvio Clementelli (Itália, 28 de outubro de 1926 — Roma, 4 de dezembro de 2001) foi um produtor cinematográfico italiano.